# Renan Castellon
Renan Castellón (Tarija, Bolívia, 29 de março de 1937), é um bailarino, professor e coreógrafo boliviano radicado no Brasil.

## Biografia
Renán é diplomado no Ballet Oficial de La Paz, Bolívia, com formação completa em dança clássica e espanhola.
Participou de cursos de dança na Argentina e na Espanha, trabalhando com mestres da dança como Graciela Urquidi, Augusto Vasques Saavedra, Carmen Bravo, Emma Sintani, Marília Franco, Ismael Guise, dentre outros.
Veio para o Brasil acompanhado da bailarina Emma Sintani.
Excursionou por países como Argentina, Paraguai, Chile, Colômbia, México, China, Rússia e Tchecoslováquia, onde recebeu prêmios, diplomas e troféus.
Foi diretor e professor do Ballet Oficial de La Paz.
Em 2009, foi chamado, carinhosamente, de "Patrimônio Vivo da Dança", como referência à sua longa trajetória como bailarino, professor e coreógrafo, contribuindo na difusão, formação de plateias e desenvolvimento da arte da Dança no Paraná.
Atualmente é diretor e professor da Escola Municipal de Dança de Telêmaco Borba, Paraná.

## Teatro Guaíra
Fez parte do corpo de Baile do Teatro Guaíra.
Na temporada de 1972, o Teatro contou com a montagem da obra Paixões Rebeldes, com coreografia de Yurek Shabelewski, com apresentações em vários palcos do Brasil, inclusive na reinauguração do Teatro Sabará, em Minas Gerais.
Na temporada de 1974, um dos grandes acontecimentos foi a apresentação no Auditório Bento Munhoz da Rocha Netto, mais conhecido como Guairão,  durante sua reinauguração.

## Prêmios e Títulos
- Honra ao Mérito, como diretor e professor do Corpo de Baile Oficial de La Paz
- Melhor profissional do ano, pelo International American Press de Jornalismo
- 'Amigo Especial da Dança', da Fundação Cultural de Joinvile